# Jesper Kyd
Jesper Kyd Jakobson (* 3. února 1972 Hørsholm) je dánský hudební skladatel a zvukový designér. Zaměřuje se na hudbu pro filmy a počítačové hry, jeho tvorba vychází ze stylů electronica, IDM a dark ambient. K jeho hudebním vzorům patří Ottorino Respighi, Igor Fjodorovič Stravinskij nebo Vangelis.
V dětství se učil hrát na klavír a kytaru, ve třinácti letech začal komponovat na počítači Commodore 64, pak působil na demoscéně ve skupině Silent DK a ve dvaceti letech začal spolupracovat se společností Zyrinx. V New Yorku založil vlastní firmu Nano studios. Je autorem soundtracků k sériím Hitman, Assassin's Creed, State of Decay a Borderlands, filmům Staunton Hill a Chronicles of the Ghostly Tribe nebo televiznímu seriálu Métal Hurlant Chronicles.
Je držitelem Filmové ceny Britské akademie z roku 2005.